# 中村舞子
中村 舞子（なかむら まいこ、本名同じ、1991年6月15日 - ）は、日本の女性シンガー、作詞家。フィリピンラグナ州出身。血液型はO型。父親は日本人、母親がフィリピンとスペインのミックス。

## 人物
- 3歳まで生まれ故郷であるフィリピンで過ごし、後に父の出身地である埼玉県に移り住む。
- 家族は、父、母（17歳の頃に他界）、妹、兄。「シズ」という名のシーズーを飼っている。
- 子供の頃から好きなことは、歌うこと、絵を描くこと、読書、映画鑑賞、テレビゲームなどひとりでもできること。
- 特技は、たくさん眠ること、没入すること。
- 詩集を好んで読み (寺山修司、宮沢賢治など)、中島みゆきやムーンライダーズなど音楽家の詩集も愛読している。
- 影響を受けた音楽については様々で、歌好きな母からはMariah CareyやCeline Dionなど女性のポップシンガーを教えられ影響を受ける。
- デビュー当初のHip HopやR&Bの要素については、元々ダンサーとして活動していた兄からの影響が強く、兄の部屋のレコードやプレーヤーに触れ、のちのラップやファンクへの興味を持つきっかけともなった。
- シンガーの中でアイコンとして一番好きな存在は、QUEENのFreddie Mercuryと話している。
- 作詞家としても尊敬している日本のミュージシャンは「中島みゆき」「宇多田ヒカル」「平井堅」。

## 来歴
- 高校1年生の時、ノーダウトトラックスが開催した「NO DOUBT tracksオーディション」に応募。4300人の応募者からfeat.シンガーに選ばれた。
- 2008年、オーディション主催者でもあるLGYankeesのアルバム『NO DOUBT!!! -NO LIMIT-』に「Because… feat. 中村舞子」で楽曲参加。自身にとって初音源のこの曲が、アルバム収録曲でありながら着うたダウンロード数が100万件を超えるヒットとなる[1]。このアルバムの発売当初「中村舞子」というクレジットだけは公表されていたものの、それ以上の素性は非公表であったため、アルバム発売後に問い合わせが殺到。それを受け、本人の詳細が明らかとなった。以後は自身としての音源はリリースしないまま、ノーダウトトラックス所属のアーティストへの楽曲参加が主だった。
- 2010年1月20日にハドソン・ミュージックエンタテインメントから1作目のアルバム『CURE』をリリースし、CDデビュー。
- 2011年1月にVenus-B/キングレコードよりメジャー・デビュー。アルバム『Answer』をリリース。その年の6月には青木多果をサウンドプロデューサーに迎えKnowledge Allianceよりwonder GOO限定ミニアルバム「MOMENT」を発売。
- 2012年1月25日、ポニーキャニオンより「HEART」をリリース。配信シングル『Never Let Me Go』『届きそうな距離で…。』『何度目の恋でも…calling 童子-T』は全曲レコチョク着うたデイリートップ10にランクイン。
- 2012年8月には本人初のコンセプトミニアルバム「7→9」（セブンナイン）をリリース。『まだ、そばにいたい』は、8月度レコチョク「クラブ・うた」配信で月間1位を記録。
- 2013年にはこれまでに本人が参加したfeaturing曲を集めたフィーチャリングベストアルバム「INVITED〜Maiko Nakamura featuring BEST〜」をリリース。
- 2014年、初のカヴァーアルバム「春色COVERS」をリリース。
- 2016年tinystep records制作、UNIVERSAL D発売のデジタルシングル「ユートピア」3月23日「言えない気持ち」4月13日にそれぞれ発売。
- 同年10月より「言えない気持ち」がアイリスオーヤマ「美フィットマスク」のTVCMに楽曲が起用され全国で放送される。
- 同年8月より丸亀ボートレースのTVCM曲に書き下ろしの新曲「愛ってなんだ」（未発売曲）が起用される。
- 2016年10月発売シングル「涙のち晴れ」は実験的な試みとしてパラデータ（楽器別の音）を販売日を分けて販売する。
- 10月12日「涙のち晴れ」パラデータ配信第一弾
- 10月19日「涙のち晴れ」パラデータ配信第二弾
- 10月26日デジタルシングル「涙のち晴れ」（通常シングル）と「パラデータコンプリート」版をリリース。
- 2017年5月24日発売シングル「やだ
- 2017年7月26日発売シングル「片恋日記」
- 2017年10月〜2019年　書き下ろし楽曲「君が好きで好きで愛しくて(仮)」がアイリスオーヤマ「美フィットマスク」がアイリスオーヤマ「コットンモアマスク」のTVCMに楽曲が起用され全国で放送されている。
- 2017年12月6日発売配信ミニアルバム「LOVE COVERS」をリリース。「エクレア (Original by 岡崎体育)」「Fragile～あなたがいた...～(Duo Ver.) 」のMVを公開。
- 2018年10月より映画「恋とボルバキア」の劇中歌で歌われた「私は私」にメロディーを追加した「わたしはわたし〜中村舞子の場合〜」がアイリスオーヤマ「コットンモアマスク」のTVCMに楽曲が起用され全国で放送されている。
- 2018年ワンマンライブの為に「音楽でコミュニケーションを」テーマに書き下ろした90年代Hip Hopへのオマージュ曲「ナンか？ライスか？」で新境地を目指し活動している。

## ディスコグラフィ
|          | 発売日         | タイトル                                        | 規格品番                          | 収録曲 | 備考                           |
| -------- | -------------- | ----------------------------------------------- | --------------------------------- | --- | ------------------------------ |
| 1st      | 2010年1月20日  | CURE（CD）                                      | QWCH-10016                        | 1. INTRO 2. First Desire feat. HIRO from LGYankees.山猿【作詞:HIRO, 山猿, headphone-Bulldog】 3. Waiting For Love feat. Noa【作詞:Noa】 4. Sassy Girl【作詞:headphone-Bulldog】 5. No One No Pain【作詞:DJ No.2】 6. OUTRO 7. Because... feat. 中村舞子 / LGYankees (BONUS TRACK) | オリコン最高45位、登場回数5回  |
| 2nd      | 2011年1月12日  | Answer（CD）                                    | KICS-1638:初回盤 KICS-1638:通常盤 | 1. The Answer feat. CLIFF EDGE【作詞:中村舞子, JUN, SHIN/作曲編曲:JUN】 2. Fragile 〜あなたがいた...〜【作詞:中村舞子/作曲:JUNKOO, Ayaka Miyake/編曲:JUNKOO】 3. Next Door 〜skit〜【作曲編曲:青木多果】 4. BREAK FREE feat. LISA【作詞:中村舞子, LISA, 今井了介/作曲:LISA, 今井了介/編曲:今井了介】 5. GIRL【作詞:中村舞子/作曲:桜井鉄太郎/編曲:DJ GEORGIA】 6. GOSSIP HOLIC【作詞:中村舞子/作曲編曲:青木多果】 7. BIRTH 〜skit〜【作曲編曲:桜井鉄太郎】 8. Kiss The Sky with 逗子三兄弟【作詞:中村舞子, 逗子三兄弟/作曲編曲:SON】 9. Delicate My Love【作詞:中村舞子/作曲編曲:青木多果】 10. 会いたくて、素直になれなくて feat. 中村舞子 / CLIFF EDGE (Bonus Track)【作詞:JUN, SHIN, 中村舞子/作曲:JUN】 初回盤DVD 1. The Answer feat. CLIFF EDGE 【MUSIC CLIP】 | オリコン最高23位、登場回数6回  |
| 3rd      | 2011年6月15日  | MOMENT（CD）                                    | BRCA-00005                        | 1. Hands 〜Our Love〜【作詞:中村舞子, 青木多果/作曲編曲:青木多果】 2. My Baby【作詞:中村舞子/作曲編曲:青木多果】 3. 19Moments【作曲編曲:青木多果】 4. ベイビー・アイラブユー【作詞:TEE/作曲: HIRO, TEE, Ryosuke Imai/編曲:青木多果】 5. Big Girls Don't Cry 【作詞作曲:FERGUSON STACY, GAD TOBIAS/編曲:青木多果】 6. やさしさで溢れるように【作詞:亀田誠治, 小倉しんこう/作曲:小倉しんこう/編曲:青木多果】 | wonder GOO限定                 |
| 4th      | 2012年1月25日  | HEART（CD）                                     | PCCA-3519                         | 1. Never Let Me Go【作詞:中村舞子/作曲編曲:豊島吉宏】 2. Call Me Woman【作詞:中村舞子/作曲:今井了介, MANABOON】 3. 何度目の恋でも calling 童子-T【作詞:中村舞子, 童子-T/作曲:豊島吉宏, 童子-T】 4. リベルタ【作詞:中村舞子/作曲:SWING-O】 5. Color of Beauty【作詞:中村舞子/作曲:冨田恵一】 6. Girl who dreams sweet love【作詞:中村舞子, 青木多果/作曲:野崎良太】 7. 届きそうな距離で…。【作詞:中村舞子, 青木多果/作曲:今井了介, MANABOON】 8. Third/Love【作詞作曲編曲:青木多果】 9. Hands 〜Our Love〜【作詞:中村舞子, 青木多果/作曲編曲:青木多果】 10. The Distance feat. 中村舞子 / CLIFF EDGE＜Bonus Tracks＞【作詞:中村舞子, JUN, SHIN, SHIKATA/作曲:JUN, SHIKATA】 11. いつもそばで＜Bonus Tracks＞【作詞:中村舞子, KG/作曲:井筒"Growth"伸太郎】 12. This Love mix 中村舞子＜Bonus Tracks＞【作詞:中村舞子, FIREWORK DJs/作曲:FIREWORK DJs】 13. let go 〜m-flo TRIBUTE〜＜Bonus Tracks＞【作詞作曲:m-flo, YOSHIKA】 | オリコン最高44位、登場回数4回  |
| 5th      | 2012年8月22日  | 7→9(セブンナイン)（CD）                         | PCCA-03654                        | 1. Naked Touch【作詞:中村舞子/作曲:MANABOON】 2. Under Lover【作詞:中村舞子/作曲:為岡そのみ/編曲:okaerio】 3. Interlude#1【作曲:TetraGear】 4. 身も焦がれるほど【作詞:Kathy Tennis/作曲:今井了介, 瀧澤賢太郎】 5. まだ、そばにいたい【作詞:中村舞子/作曲:SHIKATA/編曲:SHIKATA】 6. Interlude#2【作曲:SHIKATA, KAY】 7. End Roll【作詞:中村舞子/作曲:春川仁志】 | オリコン最高102位、登場回数3回 |
| ベスト   | 2013年3月20日  | INVITED 〜Maiko Nakamura featuring BEST〜（CD） | PCCA-03975                        | 1. HAPPY calling WISE【作詞:E.R.I, 中村舞子, WISE/作曲:THE COMPANY】 2. Endless Tears feat. 中村舞子 / CLIFF EDGE【作詞:JUN, SHIN, 中村舞子, SHIKATA/作曲:JUN, SHIKATA】 3. サヨナラマイラブ feat. 中村舞子 / NERDHEAD【作詞:GIORGIO 13/作曲編曲:GIORGIO CANCEMI】 4. キミのとなりで・・・ feat. 中村舞子 / Sunya【作詞作曲:Sunya/編曲:春川仁志】 5. あなたを愛してる feat. 中村舞子 / MAY'S【作詞:片桐舞子/作曲:NAUGHTY BO-Z】 6. いつまでも・・・ feat. 中村舞子 / Lisa Halim【作詞作曲:Lisa Halim】 7. ワカレヨ…別れるしかない。 feat. 中村舞子/Dear/TiA【作詞:中村舞子, KOHEI JAPAN, Dear, TiA/作曲:嶋野百恵, 坂間広平/編曲:春川仁志, 坂間広平】 8. 最後のWISH feat. 中村舞子&NG HEAD / SPICY CHOCOLATE 9. BREAK FREE feat. LISA【作詞:中村舞子, LISA, 今井了介/作曲:LISA, 今井了介】 10. そして世界はすべて変わる feat. 中村舞子 / WISE【作詞:WISE, Litz/作曲:井筒"Growth"伸太郎/編曲:AILI】 11. 何度目の恋でも calling 童子-T【作詞:中村舞子, 童子-T/作曲:豊島吉宏, 童子-T】 12. Next Love mix 中村舞子 / FIREWORK DJs【作詞:中村舞子/作曲:FIREWORK DJs】 13. U & me 〜幸せのカタチ〜 feat. 中村舞子 / CLIFF EDGE【作詞:JUN, SHIN/作曲:JUN】 14. What's My Name? calling SoulJa【作詞:中村舞子, SoulJa/作曲:THE COMPANY, 中尾嘉輝】 | オリコン最高117位、登場回数3回 |
| カバー   | 2014年2月26日  | 春色COVERS（CD）                                | PCCA-03980                        | 1. サクラ色【作詞作曲:アンジェラ・アキ/編曲:DJ Chika a.k.a. Inherit】 2. 木蘭の涙【作詞:山田ひろし/作曲:柿沼清史/編曲:春川仁志】 3. 桜【作詞作曲:河口恭吾/編曲:浅田信一】 4. ふれて未来を【作詞作曲:大橋卓弥, 常田真太郎/編曲:浅田将明】 5. ガーネット【作詞作曲:奥華子/編曲:松岡モトキ】 6. ひだまりの詩【作詞:水野幸代/作曲:日向敏文/編曲:藤井丈司】 7. 桜色舞うころ【作詞作曲:川江美奈子/編曲:前嶋康明】 | オリコン最高299位              |
| シングル | 2016年3月23日  | ユートピア（配信シングル）                      |                                   | 1. ユートピア【作詞:中村舞子,青木多果作曲/編曲:青木多果】 |                                |
| シングル | 2016年4月13日  | 言えない気持ち（配信シングル）                  |                                   | 1. 言えない気持ち【作詞:中村舞子,青木多果作曲/編曲:青木多果】 |                                |
| シングル | 2016年10月26日 | 涙のち晴れ（配信シングル）                      |                                   | 1. 涙のち晴れ【作詞:中村舞子,青木多果作曲/編曲:青木多果】 |                                |
| シングル | 2017年5月24日  | やだ（配信シングル）                            |                                   | 1. やだ【作詞:中村舞子,青木多果作曲/編曲:青木多果】 |                                |
| シングル | 2017年7月26日  | 片恋日記（配信シングル）                        |                                   | 1. 片恋日記【作詞:中村舞子,青木多果作曲:UTA,青木多果編曲:UTA】 |                                |
| カバー   | 2017年12月5日  | LOVE COVERS（配信ミニアルバム）                 |                                   | 1. くるみ【作詞作曲:桜井和寿/編曲:畠中文子,青木多果】 2. キミはともだち【作詞:平井堅/作曲:柿沼清史/編曲:畠中文子,青木多果】 3. ラブ・ストーリーは突然に【作詞作曲:小田和正/編曲:畠中文子,青木多果】 4. エクレア【作詞作曲:岡崎体育/編曲:畠中文子,青木多果】 5. Fragile～あなたがいた...～(Duo Ver.)【作詞:中村舞子/作曲:JUNKOO,Ayaka Miyake/編曲:畠中文子,青木多果】 |                                |

### 参加作品
- 「Because... feat. 中村舞子」（LGYankees『NO DOUBT!!! -NO LIMIT-』、2008年9月17日）
- 「月のヒカリ feat. 中村舞子」（Noa『LUCY LOVE -SEASON II-』、2009年8月5日）
- 「Love Sick feat. 中村舞子」（LGYankees『MADE IN LGYankees』、2009年9月16日）
- 「Precious Days feat. 中村舞子」（SO-TA『Why』、2009年11月18日）
- 「会いたくて、素直になれなくて feat. 中村舞子」（CLIFF EDGE『Re:BIRTH』、2010年9月8日）
- 「Endless Tears feat. 中村舞子」（CLIFF EDGE『Best of LOVE』、2011年4月13日）
- 「let go」（オムニバス『m-flo TRIBUTE 〜stitch the future and past〜』、2011年4月20日）
- 「This Love mix 中村舞子」（FIREWORK DJs 3rd デジタルシングル、2011年8月10日）
- 「いつもそばで duet with 中村舞子」（KG『Still Goes On....』、2011年9月28日）
- 「The Distance feat. 中村舞子」（CLIFF EDGE『LOVE Symphony』、2011年10月12日）
- 「FOREVA + 中村舞子」（ISSA × SoulJa『ISM』、2012年2月29日）
- 「ワカレヨ...別れるしかない。 feat. 中村舞子/Dear/TiA」（K.J. 『Loved...』、2012年3月12日）
- 「いつまでも... feat. 中村舞子」（Lisa Halim デジタルシングル、2012年3月28日）
- 「キミのとなりで… feat. 中村舞子」（Sunya「キミのとなりで… feat. 中村舞子」、2012年3月28日）
- 「サヨナラマイラブ feat. 中村舞子」（NERDHEAD『CRUISE WITH YOU』、2012年5月30日）
- 「あなたを愛してる feat. 中村舞子」（MAY'S『Smiling』、2012年6月13日）
- 「Next Love mix 中村舞子」（FIREWORK DJs 6th デジタルシングル、2012年7月18日）
- 「最後のWish feat. 中村舞子 & NG HEAD」（SPICY CHOCOLATE『渋谷 RAGGA SWEET COLLECTION 2』 2012年9月5日）
- 「そして世界はすべて変わる feat. 中村舞子」（WISE「Double A-Side Single「そして世界は全て変わる feat. 中村舞子/ Out of this world feat. Matt cab」」、2012年9月12日）
- 「U&ME 〜幸せのカタチ〜 feat. 中村舞子」（CLIFF EDGE『CLIFF EDGE』、2012年10月10日）
- 「What's your name？ collaboration with 壇蜜」 （SoulJa×中村舞子 デジタルシングル、2013年7月24日）
- 「I miss you 〜時を越えて〜 with 中村舞子」（jyA-Me『With. Me -Duet Cover-』、2013年8月7日）
- 「Angel feat. 中村舞子」（CLIFF EDGE『PLATINUM HEARTS』、2013年11月27日）

## ミュージックビデオ
| 監督                       | 曲名 |
| 上山亮二                   | 「End Roll」「Never Let Me Go」「まだ、そばにいたい」「何度目の恋でも calling 童子-T」「届きそうな距離で…。」 |
| 園田俊郎                   | 「The Answer feat. CLIFF EDGE」                                                                               |
| 不明                       | 「First Desire feat. HIRO from LGYankees.山猿」「木蘭の涙」                                                   |
| 松谷ヒロキ（パップコーン） | 「ユートピア」                                                                                                |
| 村上誠                     | 「言えない気持ち」                                                                                            |
| カイシトモヤ               | 「涙のち晴れ」                                                                                                |
| William Tang               | 「やだ」 |

## 主な出演イベント
- 2011年05月14日 - oricon Sound Blowin'2011 spring 〜Live! for Japan〜
- 2011年07月31日 - 音霊 OTODAMA SEA STUDIO 2011 「みんな海に集まれ!! 2011'」
- 2012年07月11日 - BREAK GIRLS FESTIVAL -夏の浴衣&水着祭り-
- 2012年08月12日 - HOT SUMMER PARTY!!
- 2012年08月18日 - GROWIN'UP
- 2012年08月25日 - FUSSA R&B FESTA
- 2012年08月29日 - MICHAEL JACKSON'S "BIRTHDAY BASH LIVE"
- 2013年04月27日 - SPIRAL NIGHT
- 2013年11月24日 - MAD MANIA2013「VIVA!」 in ASAKUCHI
- 2015年03月11日 - 復魂祭〜福島県郡山市ビックパレット福島
- 2015年07月24-27日 - 中国/マカオ（Makau）
- 2016年03月11日 - 復魂祭〜福島県郡山市ビックパレット福島
- 2016年03月28日 - 「Up to you3rd」Zepp Tokyo
- 2016年06月12日 - 渋谷Gallery Conceal「ワンマンライブ&オフ会」tinystep fesVol.3
- 2016年09月24日 - 香川県丸亀市「MARUGAME GROOVE'16」
- 2016年10月14日 - 渋谷ClubAsiaでワンマンライブ「ユートピア」
- 2017年06月11日 - 渋谷Gallery Conceal「ワンマンライブ&オフ会」tinystep fesVol.4
- 2018年07月01日 - 渋谷Gallery Conceal「ワンマンライブ&オフ会」tinystep fesVol.5
- 2018年11月25日 - 渋谷gee-ge「中村舞子ワンマンライブ"THE BAND"Vol1」
- 2019年03月31日 - 渋谷gee-ge「中村舞子ワンマンライブ"THE BAND"Vol2」